# Glenea pseudobaja
Glenea pseudobaja é uma espécie de escaravelho da família Cerambycidae. Foi descrita por Stephan vonBreuning .